# A Sister to Assist 'Er (1938)
A Sister to Assist 'Er é um filme de comédia britânico de 1938, dirigido por George Dewhurst e Widgey R. Newman, estrelado por Muriel George, Polly Emery e Charles Paton.
Foi baseado na peça homônima de John le Breton.

## Elenco
- Muriel George ... Sra. May / Sra. le Browning
- Polly Emery ... Sra. Getch
- Charles Paton ... Sr. Harris
- Billy Percy ... Alf
- Harry Herbert ... Sr. Getch
- Dorothy Vernon ... Sra. Thistlethwaite
- Dora Levis ... Sra. Hawkes
- Elsie Shelton ... Miss Pilbeam